# Schausia mantatisi
Schausia mantatisi är en fjärilsart som beskrevs av Sergius G. Kiriakoff 1975. Schausia mantatisi ingår i släktet Schausia och familjen nattflyn. Inga underarter finns listade.